# 中国国家航天局
中国国家航天局（ちゅうごくこっかこうてんきょく、中国語: 国家航天局; 拼音: guójiā hángtiānjú、英語: China National Space Administration、略：CNSA）は、中華人民共和国の国家行政機関の一つで、同国の民用宇宙開発を管轄する機関である。工業情報化部が管理する。ただし、宇宙開発の軍事利用は人民解放軍の管轄である。
北京に本部を置き、4箇所にロケット発射場を持つ。

## 歴史
国家航天局設立以前は、中国航空航天工業部（MOS）が中国の宇宙開発を担っていた。1992年以降改革開放をさらに推し進めた中国政府は、国家の予算に頼らない事業収益による独立採算運営をめざし、1993年6月に国家航天局と中国航天科技集団公司（CASC）を設立した。前者は国家機関として政策を担当、後者は国営企業としてその運用を担当するとされた。両者の目的や運営形態は異なるものの、両者間で指導部や人員に共通部分が多く、実質的には同一組織であった。
1998年に大規模な構造改革が行われ、工業公司は国家が所有する多数の企業に分割された。政府機関が方針を決定し、そのための要求を国家が所有すれども運営しない企業に発注するという、欧米の防衛産業と同様な形態を構築することを意図してのものと思われる。

## 発射場
- 酒泉衛星発射センター
- 西昌衛星発射センター
- 太原衛星発射センター
- 文昌衛星発射センター

打上げ射場の管理は、人民解放軍総装備部が行っており、人民解放軍の指定基地の将兵が任務に携わっている。

## 管制センター
- 北京航天飛行制御センター
- 西安衛星追跡管制センター
- 衛星海上測量控制部

管制センターの管理は、人民解放軍総装備部が行っており、人民解放軍の指定基地の将兵が任務に携わっている。

## 主なプログラム
- 嫦娥計画（CLEP）
- 中国惑星探測工程（天問1号）
- 神舟（有人宇宙船）
- 天宮計画（宇宙ステーション）